# Kobieta z Kentucky
Kobieta z Kentucky (ang. Kentucky Woman) – amerykański telewizyjny dramat obyczajowy CBS zrealizowany w 1983 roku.

## Treść
Maggie Telford z synem Andy mieszka u swojego ojca Luke'a prowadząc dom. Pewnego dnia dowiaduje się, że ojciec ma pylicę i z powodu tej choroby nie może pracować. Najgorsze jest także to, że przez najbliższe trzy lata nie otrzyma on renty. Aby rozwiązać problemy finansowe, Maggie decyduje się na rzecz niezwykłą: postanawia pracować w kopalni, pod ziemią. Dopiero przy pomocy pełnomocnika rządu Warda Elkinsa, dyrekcja kopalni wyraża zgodę na jej zatrudnienie. Na początku Maggie nie jest akceptowana przez męską załogę. Jej największym przeciwnikiem jest mało sympatyczny typ nazwiskiem Spinner Limbaugh.

## Obsada
- Cheryl Ladd - Maggie Telford
- Ned Beatty – Luke Telford
- Ed Chafin – Jim
- Pamela Owen - Kathy
- Jack Wright – Pete
- Olivia Sprouse – Kathy
- Philip Levien – Ward Elkins
- Sandy McPeak – Roger Varney
- Tess Harper – Lorna Whateley
- Lewis Smith – Spinner Limbaugh
- Peter Weller – Deke Cullover
- Peter Hobbs – Doc James Bartholomew
- Christopher Coffey – Fred Obermeyer
- Brett Johnson – Andy Telford
- Britt Leach – Amos
- John Randolph – wielebny Palkstater
- Nancy Vawter – ciotka Minnifer
- James Carrington – Lukash
- John Chappell – Fred Humphries